# Schrecklichkeit

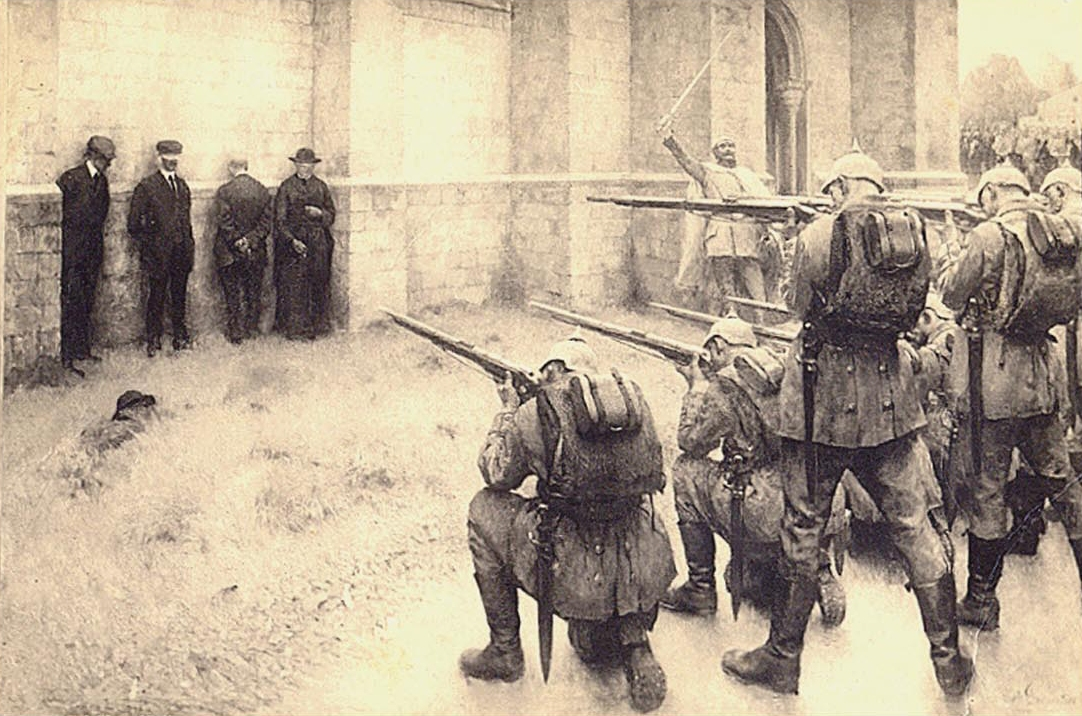
"La ejecución de los notables de Blegny, 1914" por Évariste Carpentier. En ella se ve un escuadrón militar Alemán preparándose para el fusilamiento de ciudadanos de la comuna de Blegny, Bélgica.

Schrecklichkeit (en alemán: terror o aterrorizamiento) es una palabra usada por los países angloparlantes para describir una serie de políticas militaristas desplegadas por el Ejército imperial de Alemania frente a civiles y ciertas minorías en la Primera Guerra Mundial y más que todo durante la invasión en territorios de Bélgica, Francia y Polonia, así como en las zonas bajo su dominio en Rusia.

## Definición
Acorde a las tradiciones de los campos de batalla en Europa, la resistencia de una nación se estimaba en la capacidad, y en el final de sus acciones tras su derrota durante un conflicto armado. En Bélgica, los ciudadanos continuaron la resistencia frente al invasor alemán, ante lo cual los alemanes adoptaron una serie de medidas (en alemán: Schrecklichkeit), para intentar reducir dicha resistencia. Los rehenes capturados eran ultimados con tiros de gracia, y los prelados culpables de fomentar la resistencia eran asesinados, siendo la mayoría de dichos crímenes cometidos por soldados alemanes, como los de violación, los cuales no eran seriamente castigados. En la ciudad belga de Lovaina, los disparos de artillería pesada, incluida la Gran Berta, eran usados para hostigar el centro de la ciudad. Luego de estos hechos comentó un alto oficial alemán en un libro personal sobre el asedio a dicha ciudad, "Teníamos que barrer con todos... No debía quedar siquiera una piedra en pie, una sobre otra. Era necesario el enseñarles respeto por Alemania. Por generaciones las personas vendrán aquí y mirarán lo que le hemos hecho a esta ciudad".
Estas duras medidas, precipitadamente instauradas ante la falsa urgencia de los mandos alemanes para intentar derrotar a las fuerzas aliadas, probaron ser una forma desastrosa de propaganda para los alemanes, así como su publicación causó una gran ola de conmoción e indignación que no hizo más que ayudar a la causa de los aliados en la Gran Guerra.

## Análisis
El principal argumento alemán por muchos años para este tipo de acciones fue el que ciertas acciones en Bélgica fueron el resultado de las acciones hostiles de la resistencia civil. Acorde a unos argumentos de los juicios posteriores en Bélgica contra oficiales alemanes, y esgrimidos para justificar tal accionar frente a civiles en resistencia, era que se consideraban tales actos de rebelión como "actos ilegales de combate". Los ecos de esta clase de abusos se pueden encontrar hasta en libros tan posteriores y de décadas tan distantes como la de 1990, en algunos trabajos como el libro de Thomas Nipperdey "Deutsche Geschichte", o en la edición del año 1996 de la Enciclopedia Brockhaus. Asimismo, los historiadores John Horne y Alan Kramer en el libro "Atrocidades alemanas en 1914: Una Historia de Denegación" expusieron tales hechos infames. Basados en variadas fuentes, se encontró que el Ejército alemán enfrentó de manera no regular fuerzas opositoras en Bélgica y Francia durante los primeros dos meses y medio de la Primera Guerra Mundial.